# Liga de Voleibol Superior Masculino 1971
La Liga de Voleibol Superior Masculino 1971 si è svolta nel 1971: al torneo hanno partecipato 10 franchigie portoricane e la vittoria finale è andata per la quinta volta ai Cafeteros de Yauco.

## Regolamento
La competizione vede le nove franchigie partecipanti affrontarsi senza un calendario rigido fino ad arrivare a sedici incontri ciascuna:
- Le prime quattro classificate accedono ai play-off scudetto, dove vengono accoppiate col metodo della serpentina, strutturati in semifinali, al meglio delle cinque gare, e finale, al meglio delle sette gare.

## Squadre partecipanti
| - Atléticos de San Germán - Cafeteros de Yauco - Cangrejeros de Santurce - Changos de Naranjito - Criollos de Caguas | - Guayacanes de Guayanilla - Indios de Yauco - Leones de Ponce - Manatí - Plataneros de Corozal |

## Campionato

### Regular season

#### Classifica
| Pos. | Squadra                  | G  | V  | P  | SV | SP | Ratio | PF | PS | Ratio |
| ---- | ------------------------ | -- | -- | -- | -- | -- | ----- | -- | -- | ----- |
| 1    | Cafeteros de Yauco       | 19 | 18 | 1  |    |    |       |    |    |       |
| 2    | Changos de Naranjito     | 20 | 16 | 4  |    |    |       |    |    |       |
| 3    | Indios de Yauco          | 20 | 14 | 5  |    |    |       |    |    |       |
| 4    | Cangrejeros de Santurce  | 20 | 13 | 7  |    |    |       |    |    |       |
| 5    | Criollos de Caguas       | 20 | 13 | 7  |    |    |       |    |    |       |
| 6    | Guayacanes de Guayanilla | 20 | 9  | 9  |    |    |       |    |    |       |
| 7    | Leones de Ponce          | 20 | 6  | 13 |    |    |       |    |    |       |
| 8    | Plataneros de Corozal    | 20 | 6  | 13 |    |    |       |    |    |       |
| 9    | Atléticos de San Germán  | 19 | 2  | 17 |    |    |       |    |    |       |
| 10   | Manatí                   | 20 | 1  | 19 |    |    |       |    |    |       |

| Ai play-off scudetto |

### Spareggio play-off
|  | Gara di spareggio |                         |   |  |
|  |                   |                         |   |  |
|  | 4                 | Cangrejeros de Santurce | 1 |  |
|  | 5                 | Criollos de Caguas      | 0 |  |

### Play-off
|  | Semifinali | Semifinali              | Semifinali |                      |   | Finale             | Finale | Finale |  |
|  |            |                         |            |                      |   |                    |        |        |  |
|  | 1          | Cafeteros de Yauco      | 3          |                      |   |                    |        |        |  |
|  | 1          | Cafeteros de Yauco      | 3          |                      |   |                    |        |        |  |
|  | 4          | Cangrejeros de Santurce | 0          |                      |   |                    |        |        |  |
|  | 4          | Cangrejeros de Santurce | 0          |                      | 1 | Cafeteros de Yauco | 4      |        |  |
|  |            |                         |            |                      | 1 | Cafeteros de Yauco | 4      |        |  |
|  |            |                         | 2          | Changos de Naranjito | 1 |                    |        |        |  |
|  | 2          | Changos de Naranjito    | 2          | Changos de Naranjito | 1 | 3                  |        |        |  |
|  | 2          | Changos de Naranjito    |            |                      |   |                    |        |        |  |
|  | 3          | Indios de Yauco         | 1          |                      |   |                    |        |        |  |